# Гроши (Валча)
Гроши (рум. Groși) насеље је у Румунији у округу Валча у општини Чернишоара. Oпштина се налази на надморској висини од 350 m.

## Становништво
Према подацима из 2002. године у насељу је живело 434 становника, од којих су сви румунске националности.